# Marinus van Aalst

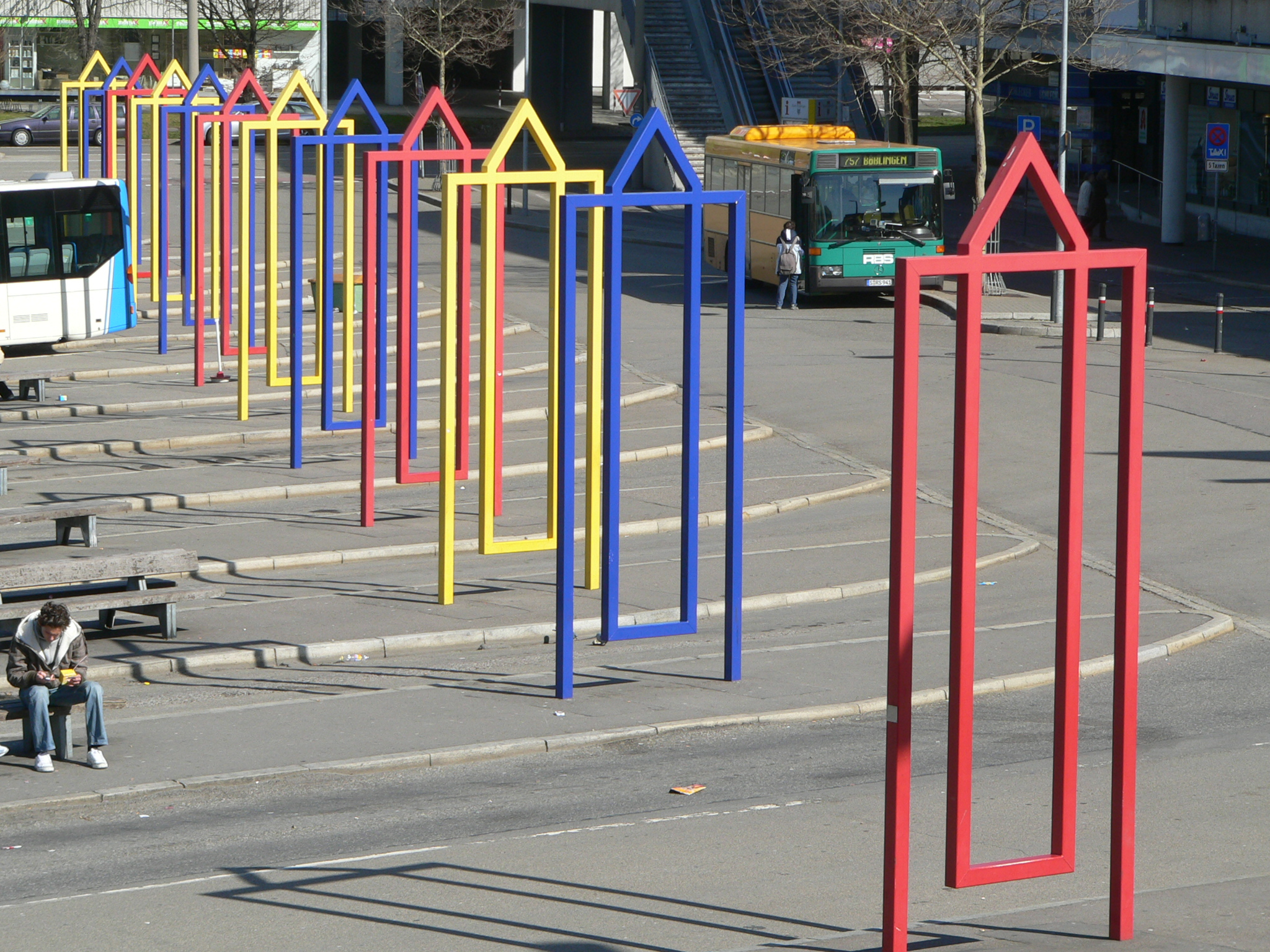
Stadt-Sitz-Zeichen Zwölfteilige Skulptur am Busbahnhof Böblingen

Marinus van Aalst (* 18. September 1947 in Rotterdam) ist Bildhauer und Objekt- und Installationskünstler.

## Leben und Werk
Der in Böblingen aufgewachsene Autodidakt betreibt seit 1975 künstlerische Arbeit, wobei er sich zunächst der Malerei widmete, bevor er rasch zur Objektkunst fand. Er ist Mitglied im Württembergischen Kunstverein und im Böblinger Kunstverein, wo er von 1990 an zweiter Vorsitzender war.
Werke van Aalsts wurden verschiedentlich durch die öffentliche Hand aufgekauft, darunter von den Städten Böblingen, Herrenberg und Leonberg. Im öffentlichen Raum befinden sich verschiedene seiner im Rahmen der Kunst am Bau entstandenen Brunnen. Besonderes Aufsehen erregte seine Ausstellung Schutzraum in den Schlossbergstollen in Böblingen. Aktuell wurden von van Alst für die Friedhofskapelle in Böblingen Erinnerungsräume geschaffen.

## Ausstellungen
- 2009: Ausstellung Wolfgang Hartmann Preis, Natur forte Kunstverein Ettlingen[2]
- 2009: Werkzyklen 1991–2009, Galerie der Stadt Sindelfingen
- 2006: Rauminstallation Paletten, Galerie der Stadt Sindelfingen im Alten Rathaus Maichingen
- 2003–2009: Stadt-Sitz-Zeichen Zwölfteilige Skulptur am Busbahnhof Böblingen
- 2002: Skulpturenweg am Venusberg 50 Jahre Baden-Württemberg
- 1991: Schutzraum, Stollenanlage Schlossberg, Böblingen